# Soon-Woo Kwon
Soon-Woo Kwon o Kwon Soon-woo (en coreano: 권순우; Sangju, 2 de diciembre de 1997) es un tenista surcoreano.
Kwon ha representado a Corea del Sur en la Copa Davis. Fue elegido por vez primera para el equipo para la Copa Davis de 2017, debutando contra el tenista uzbeko Denis Istomin.

## Títulos ATP (2; 2+0)

### Individual (2)
| Leyenda                         |
| Grand Slam (0)                  |
| ATP Wourld Tour Finals (0)      |
| ATP Masters 1000 World Tour (0) |
| ATP World Tour 500 series (0)   |
| ATP World Tour 250 series (2)   |

| N.º | Fecha                    | Torneo      | Superficie | Oponente en la final | Resultado        |
| --- | ------------------------ | ----------- | ---------- | -------------------- | ---------------- |
| 1.  | 26 de septiembre de 2021 | Astaná      | Dura (i)   | James Duckworth      | 7-6(6), 6-3      |
| 2.  | 14 de enero de 2023      | Adelaida II | Dura       | Roberto Bautista     | 6-4, 3-6, 7-6(4) |

## Títulos ATP Challenger (3; 3+0)

### Individuales (3)
| N.º | Fecha                 | Torneo                 | Superficie | Oponente en la final | Resultado |
| --- | --------------------- | ---------------------- | ---------- | -------------------- | --------- |
| 1.  | 3 de marzo de 2019    | Challenger de Yokohama | Dura       | Oscar Otte           | 7-64, 6-3 |
| 2.  | 5 de mayo de 2019     | Challenger de Seúl     | Dura       | Max Purcell          | 7-5, 7-5  |
| 3.  | 21 de febrero de 2021 | Challenger de Biella 2 | Dura (i)   | Lorenzo Musetti      | 6-2, 6-3  |

## Finales Futures

### Individual: 5
| Leyenda (Individuales) |
| ---------------------- |
| ITF Futures Tour (5-0) |

| Títulos por superficie |
| ---------------------- |
| Dura (7-3)             |
| Tierra (0-0)           |
| Hierba (0-0)           |
| Artificial (0-0)       |

| Resultado | G–P | Fecha             | Torneo                 | Tier    | Superficie | Oponente        | Marcador |
| --------- | --- | ----------------- | ---------------------- | ------- | ---------- | --------------- | -------- |
| Victoria  | 1–0 | Noviembre de 2015 | Camboya F1, Phnom Penh | Futures | Dura       | Son Ji-hoon     | 7-5, 6-1 |
| Victoria  | 2–0 | Diciembre de 2015 | Camboya F2, Phnom Penh | Futures | Dura       | Huang Liang-chi | 6-3, 6-3 |
| Victoria  | 3–0 | Marzo de 2016     | Japón F2, Nishitōkyō   | Futures | Dura       | Yuya Kibi       | 6-3, 6-4 |
| Victoria  | 4–0 | Julio de 2016     | Korea F5, Gimcheon     | Futures | Dura       | Cho Min-hyeok   | 6-4, 6-4 |
| Victoria  | 5–0 | Diciembre de 2016 | Tailandia F5, Hua Hin  | Futures | Dura       | Daniel Altmaier | 6-2, 6-2 |

### Dobles: 6 (2-4)
| Leyenda (Dobles)          |
| ------------------------- |
| ATP Challenger Tour (0-1) |
| ITF Futures Tour (2-3)    |

| Títulos por superficie |
| ---------------------- |
| Dura (1-3)             |
| Arcilla (1-0)          |
| Hierba (0-1)           |
| Artificial (0-0)       |

| Resultado | G-P | Fecha              | Torneo                 | Tier       | Superficie | Compañero           | Oponentes                       | Marcador             |
| --------- | --- | ------------------ | ---------------------- | ---------- | ---------- | ------------------- | ------------------------------- | -------------------- |
| Victoria  | 1–0 | Septiembre de 2015 | Corea F6, Ansung       | Futures    | Tierra (i) | Son Ji-hoon         | Nam Ji-sung Noh Sang-woo        | 6-7(4), 6-3, [13-11] |
| Pérdida   | 1–1 | Noviembre de 2015  | Camboya F1, Phnom Penh | Futures    | Dura       | Son Ji-hoon         | Lee Kuan-yi Liu Shao-fan        | 7-6(6), 4-6, [11-13] |
| Victoria  | 2–1 | Marzo de 2016      | Japón F2, Nishitōkyō   | Futures    | Dura       | Chung Yun-seong     | Issei Okamura Kento Takeuchi    | 2-6, 6-2, [10-3]     |
| Pérdida   | 2–2 | Diciembre de 2016  | Tailandia F5, Hua Hin  | Futures    | Dura       | Lee Jea-moon        | Sadio Doumbia Fabien Reboul     | 3-6, 4-6             |
| Pérdida   | 2–3 | Junio de 2018      | Korea F3, Daegu        | Futures    | Dura       | Lim Yong-kyu        | Chung Yun-seong Hong Seong-chan | w/o                  |
| Pérdida   | 2–4 | Junio de 2019      | Surbiton, Reino Unido  | Challenger | Hierba     | Ramkumar Ramanathan | Marcel Granollers Ben McLachlan | 6-4, 3-6, [2-10]     |